# Bòlit
|  | No s'ha de confondre amb Bòlid. |

|  | Per a altres significats, vegeu «Bòlit Centre d'Art Contemporani». |

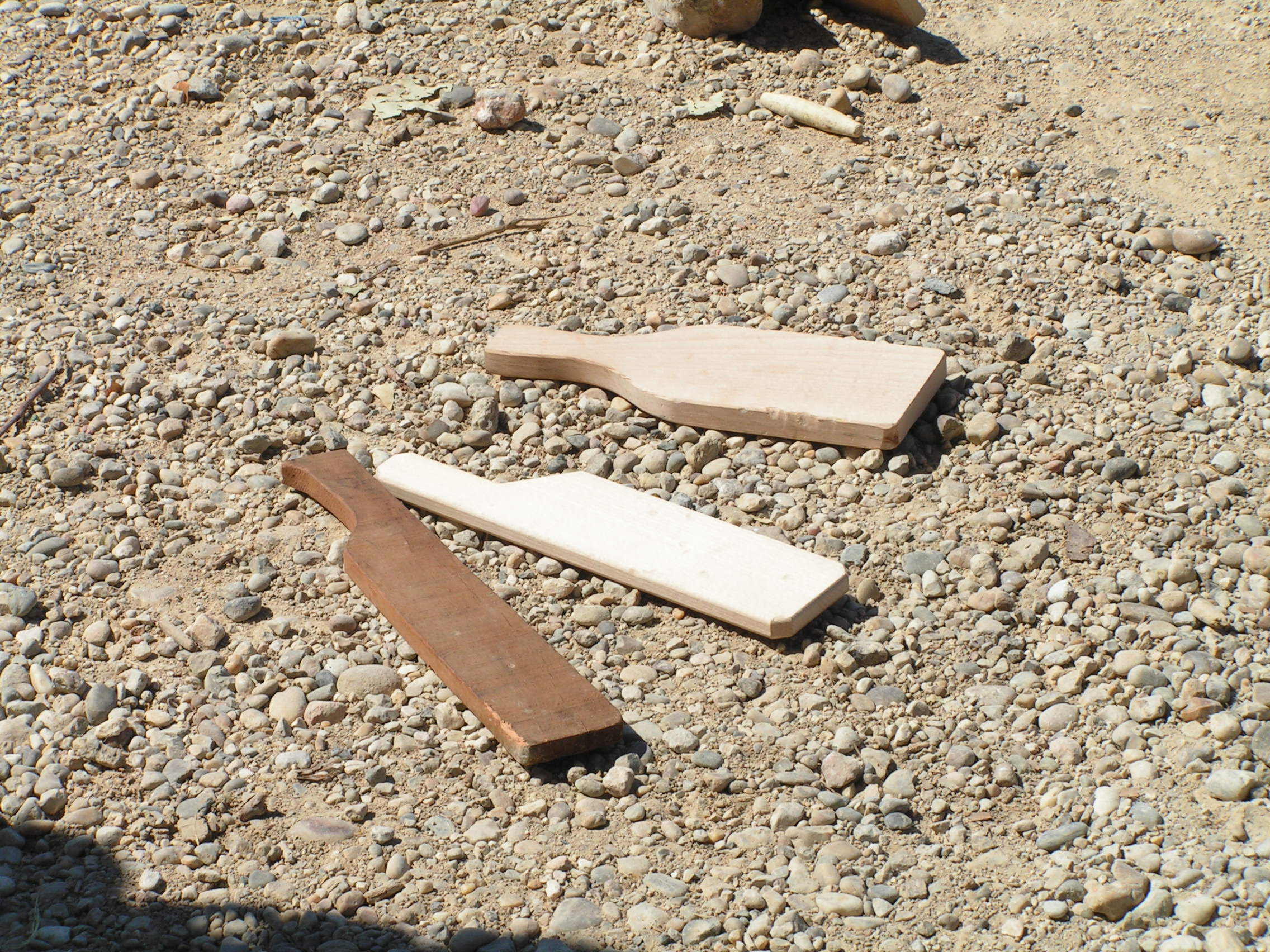
Canes per jugar a bòlit. De dalt a baix: Amposta, Castelló i Girona

El bòlit (conegut també amb les formes no normatives de bèlit i boli), escampilla (valencià), pic i pala o tritis (en rossellonès) és un esport tradicional de Catalunya i el País Valencià. Presenta força similituds amb el beisbol.

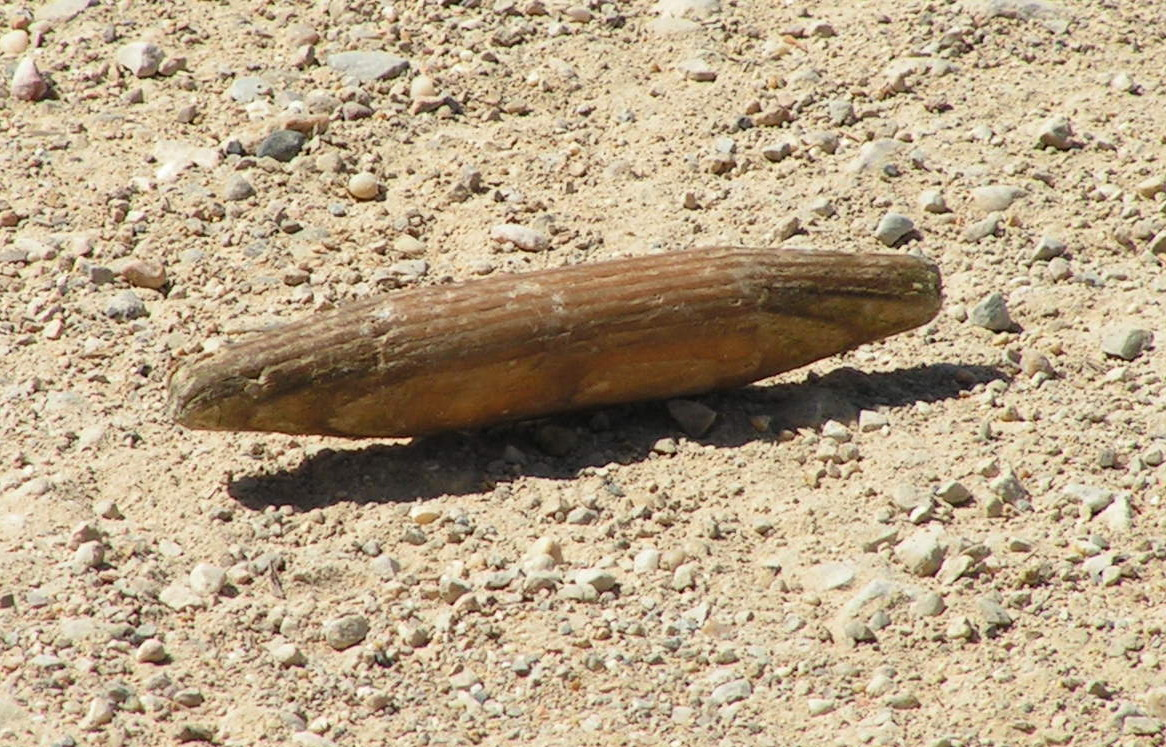
Bòlit

S'organitza en dos equips de dos o tres individus i tots dos tenen com a objectiu fer caure una fusta de l'equip rival a cops de bastó sobre una altra fusta.
El joc consisteix a fer saltar una canya o un bastonet de fusta –el bòlit. Se situa el bòlit a terra i amb la pala en posició vertical, s'hi dona un cop per la part on el bòlit té forma cònica, provocant que aquest s'alci. Aleshores, una vegada en l'aire, s'hi ha de picar, amb una bastonet, anomenat cana, a manera de raqueta, intentant que el bòlit vagi el més lluny possible. Mentre el bòlit vola, els altres jugadors tracten d'agafar-lo, però així que cau a terra, ja no el poden tocar.
El jugador que colpeix repeteix aquesta acció tres vegades, partint d'on ha arribat el bòlit amb el darrer cop. Si un dels altres jugadors agafa el bòlit mentre vola, passa ell a tustar.
Si després de les tres vegades de ventar-li cop, no l'ha agafat ningú, el jugador següent tira el bòlit d'allà on ha caigut la darrera vegada contra la paleta, que ha estat col·locada damunt la ratlla de sortida; si la toca passa a ser qui colpeja si no, ho prova el següent, i així fins que algun jugador toca la paleta.
Si després de provar-ho tots no l'ha tocada ningú, torna a batre el mateix que ho ha fet abans, perquè no s'ha aconseguit de desplaçar-lo.

## Noms dialectals
Més conegut com a bòlit o bèlit, a Catalunya i més enllà (a Roquetes, al Tortosí, la Sénia, Tivissa, Gandesa; boli-dali al Tortosí i boli, a Benicarló), també rep els noms de pic, pic i pala (Benicarló, Xest), piqui (a Freginals), pala i piu (Vinaròs), el bastó (al Tortosí) o encara tonya, segurament pres del castellà 'toña', a Tortosa' al Delta de l'Ebre, a Amposta i al País Valencià.

## Origen i variants
Segons Joan Amades, a l'auca dels Jocs de la Mainada, hom creu que aquest joc també té un origen màntic. Originàriament devia haver anat més o menys així: el bruixot o endevinador, situat dins d'un ampli cercle en el qual havia dibuixat nombrosos signes i compartiments, feia saltar el bòlit amb la paleta.
Observava la trajectòria del bastonet i el punt on queia les repetides vegades que el tirava i d'aquestes observacions deduïa l'esdevenidor.
Als països nòrdics es juga una variant del bòlit que encara s'aproxima més a l'actual beisbol. Allí, el camp acostuma a ser d'herba. El que colpeja el bòlit és dins d'una àrea circular i, mentre els altres jugadors busquen el bòlit entre l'herba, ell ha de fer voltes al cercle des d'on ha llançat el bòlit.
Hom compta els punts del joc pel nombre de voltes que ha fet durant el temps que els altres passaven a trobar el bòlit.
Al País Valencià es juga de manera diferent. Si el jugador no ha aconseguit agafar el boli, l'haurà de llançar i mirar de tocar la pala.
A Galícia existeix un joc semblant conegut amb el nom de billarda o estornela i existeix fins i tot una 'Liga Nacional Galega de Bilharda' i a Euskadi es coneix amb el nom de txirikila. També es juguen variants en altres indrets d'Europa, com Itàlia.